# Škoda 39T
Škoda 39T (nazwa handlowa ForCity Smart Ostrava) – typ tramwaju wytwarzany w zakładach Škoda Transportation dla przewoźnika Dopravní podnik Ostrava. Do Ostrawy ma zostać dostarczonych 40 wagonów tego typu. 

## Konstrukcja
Typ 39T wywodzi się z modelu Artic wyprodukowanego przez fińskie zakłady Transtech, które przejęła Škoda Transportation. 39T to dwuczłonowy, jednokierunkowy, sześcioosiowy tramwaj przegubowy. Pierwszy człon jest oparty na jednym wózku, drugi na dwóch. Po prawej stronie nadwozia umieszczono pięcioro drzwi. Tramwaj jest w pełni niskopodłogowy. Wygląd zewnętrzny zaprojektował Tomáš Chludil ze Škody Transportation.

## Dostawy
Przetarg na dostawę 40 tramwajów został ogłoszony przez Dopravní podnik Ostrava we wrześniu 2017 r., oferty złożyły zakłady Škoda Transportation, Stadler Polska, CAF i konsorcjum CRSC/Inekon Group. Z powodu niespełnienia warunków lub błędów trzy ostatnie przedsiębiorstwa wykluczono. Przetarg wygrała ostatecznie Škoda Transportation, co ogłoszono we wrześniu 2018 r., wartość kontraktu wyniosła ok. 1,9 mld koron. Wizualizację wyglądu tramwajów przedstawiono w lipcu 2019 r., pierwsze tramwaje miano dostarczyć do Ostrawy jesienią 2020 r. Z powodu pandemii wirusa COVID-19 prace konstrukcyjne opóźniły się, więc w listopadzie 2020 r. Dopravní podnik Ostrava ogłosił, że pierwszy egzemplarz powinien pojawić się w Ostrawie na jazdach próbnych w czerwcu 2021 roku, a kolejnych dziesięć ma zostać dostarczonych jesienią 2021 r.